# 生产力
生产力（英語：productive forces）是改造和影响自然并使之适应社会需要的客观物质力量，是历史唯物主义的核心概念。

## 概述
通常认为，生产力有三要素：劳动力、劳动资料、劳动对象。劳动力，或劳动能力，是“人的身体即活的人体中存在的、每当人生产某种使用价值时就运用的体力和智力的总和”。劳动资料也称劳动手段，是劳动过程中所运用的物质资料或物质条件。劳动对象即劳动过程中所能加工的一切对象，包括自然物和加工过的原材料。劳动资料和劳动对象合称生产资料。

## 争论
孙冶方认为，自中华人民共和国建立以来十五年，对生产力问题有三次争论：
1. 生产力三要素论和二要素论之争。二要素论认为生产力由人和生产工具构成，也是斯大林和毛泽东的观点。文革后三要素论为大多数学者认可。
2. 是否要研究生产力中“人的因素”和“物的因素”的争论。
3. 生产力有没有内部矛盾，有没有“两重性”的争论，由李平心提出。

至今，“三要素论”已占主导地位，而其他问题尚无主流共识。除“三要素论”外，还有“多要素论”，把管理、科学、分工协作、自然力等都作为生产力的构成要素。

## 参看
- 生产方式
- 生产关系
- 经济基础和上层建筑
- 生产力理论